# Coupelle-Vieille
Coupelle-Vieille ist eine französische Gemeinde mit 567 Einwohnern (Stand 1. Januar 2022) im Département Pas-de-Calais in der Region Hauts-de-France (vor 2016 Nord-Pas-de-Calais). Sie gehört zum Arrondissement Montreuil und zum Kanton Fruges.

## Lage
Die Gemeinde Coupelle-Vieille liegt im Artois, 26 Kilometer ostnordöstlich von Montreuil-sur-Mer. Nachbargemeinden von Coupelle-Vielle sind Renty im Norden, Audincthun und Radinghem im Nordosten,  Fruges im Südosten und Süden, Créquy im Südwesten und Westen sowie Verchocq im Nordwesten. Im Gemeindegebiet gibt es zehn Windkraftanlagen in zwei Windparks.

## Bevölkerungsentwicklung
| Jahr                       | 1962 | 1968 | 1975 | 1982 | 1990 | 1999 | 2006 | 2012 | 2022 |
| -------------------------- | ---- | ---- | ---- | ---- | ---- | ---- | ---- | ---- | ---- |
| Einwohner                  | 526  | 522  | 506  | 478  | 501  | 494  | 508  | 598  | 567  |
| Quellen: Cassini und INSEE |      |      |      |      |      |      |      |      |      |

## Sehenswürdigkeiten
- Kirche Saint-Thomas
- Domäne La Traxene

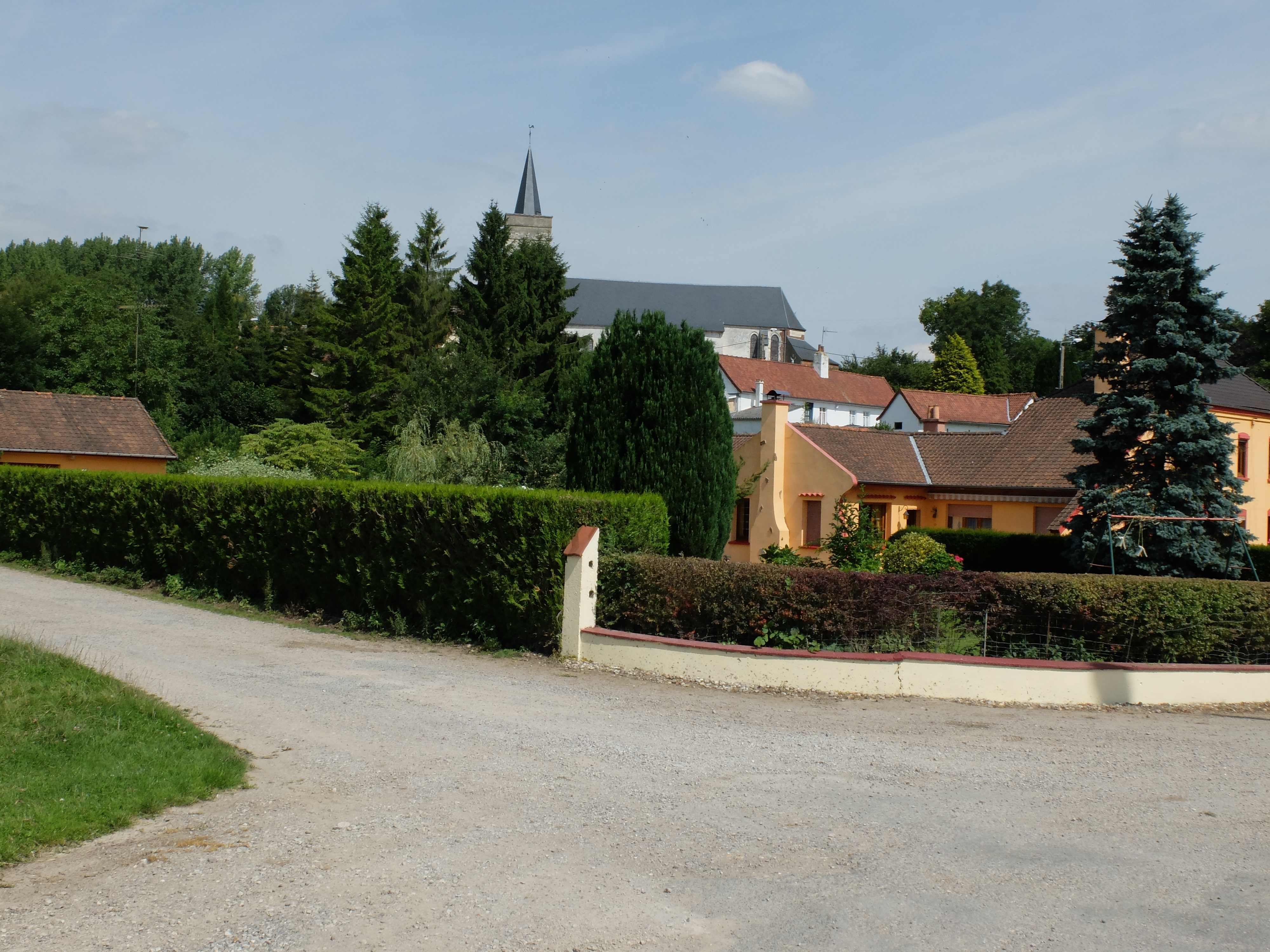
Blick auf die Kirche Saint-Thomas
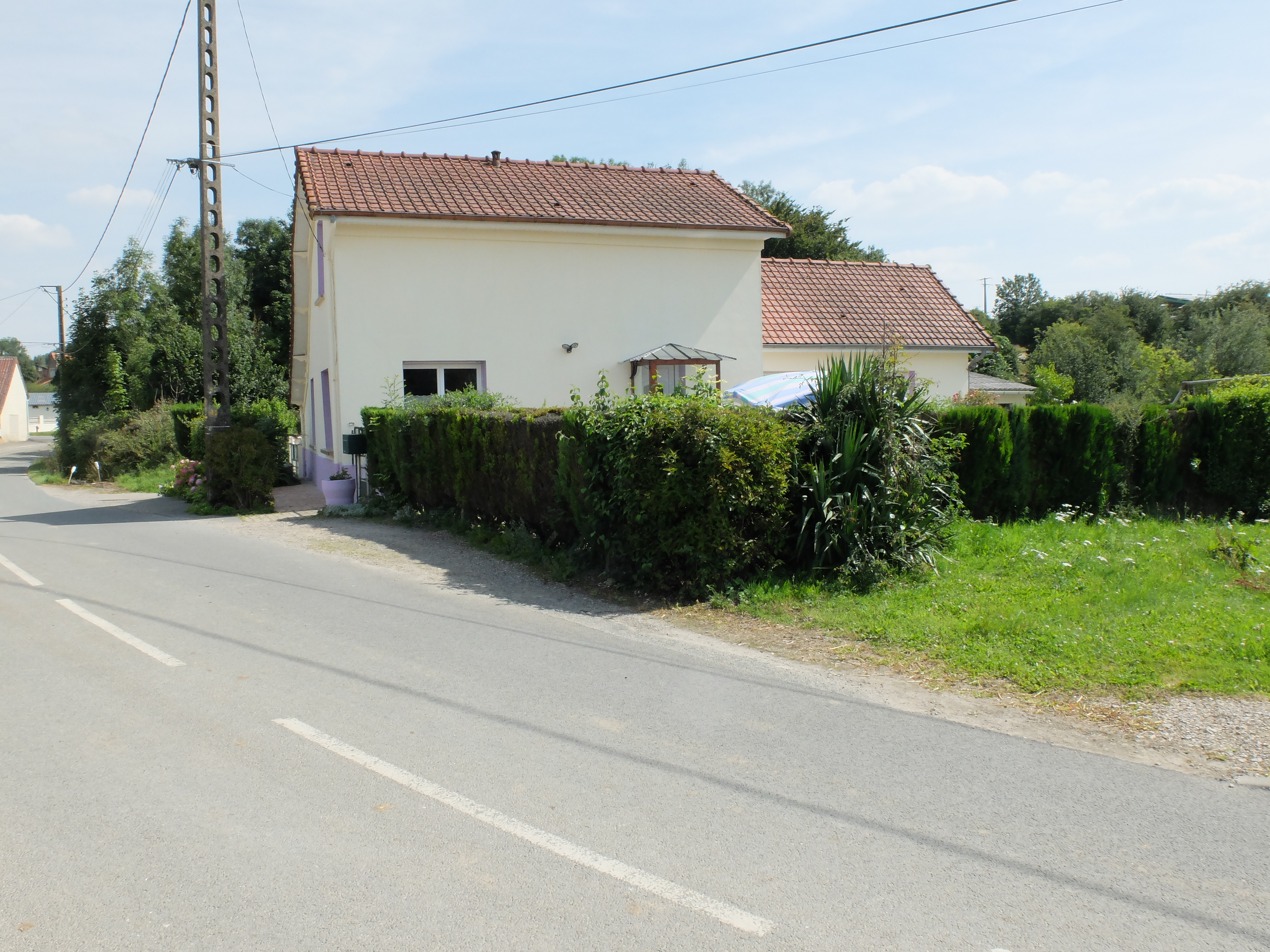
Ehemaliger Bahnhof